# França nos Jogos Olímpicos de Inverno de 1998
A França participou dos Jogos Olímpicos de Inverno de 1998 em Nagano, no Japão.
A equipe olímpica francesa ganhou 8 medalhas (2 de ouro, 1 de prata e 5 de bronze), ficando em décimo terceiro lugar no quadro geral de medalhas.

## Lista de medalhas francesas

### Medalhas de ouro
| Esporte              | Modalidade              | Atleta           | Performance |
| Medalhas de ouro : 2 |                         |                  |             |
| Esqui alpino         | Descente (M)            | Jean-Luc Crétier |             |
| Snowboard            | Surf Slalom Gigante (F) | Karine Ruby      |             |

### Medalhas de prata
| Esporte               | Modalidade          | Atleta            | Performance |
| Medalhas de prata : 1 |                     |                   |             |
| Esqui acrobático      | Salto artístico (M) | Sébastien Foucras |             |

### Medalhas de bronze
| Esporte                | Modalidade            | Atleta                                                     | Performance |
| Medalhas de bronze : 5 |                       |                                                            |             |
| Combinado nórdico      | Prova por equipes (M) | Fabrice Guy Ludovic Roux Nicolas Bal Sylvain Guillaume     |             |
| Esqui alpino           | Descente (F)          | Florence Masnada                                           |             |
| Patinação artística    | Dança                 | Marina Anissina Gwendal Peizerat                           |             |
| Patinação artística    | Masculino             | Philippe Candeloro                                         |             |
| Bobsleigh              | Bob de 4 (M)          | Max Robert Éric le Chanony Emmanuel Hostache Bruno Mingeon |             |